# Alabama Equal Suffrage Association
Alabama Equal Suffrage Association (AESA)  var en organisation för kvinnors lika rättigheter i delstaten Virginia i USA, aktiv mellan 1912 och 1920.  
Det var delstatens lokalförening för den nationella rösträttsföreningen National American Woman Suffrage Association (NAWSA). Den bildades i Birmingham 9 oktober 1912 genom sammanslagningen av de lokala föreningarna Birmingham Equal Suffrage Association (BESA) och Selma Equal Suffrage Association (SESA). 
Kampen för kvinnlig rösträtt i Alabama hade börjat 1892, då en lokalgrupp hade bildats under ledning av Frances Griffin, men aktivismen hade upphört efter misslyckandet med att inkludera reformen i The Alabama Constitutional Convention of 1901. Under de följande åren blev dock kvinnor alltmer samhällsengagerade, genom välgörenhet och inom Women’s Christian Temperance Union (WCTU), och deras närvaro i det offentliga rummet mer accepterad. 1911 grundades därför BESA under Pattie Ruffner Jacobs och SESA under Hattie Hooker Wilkins, och följande år förenade sig dessa två i en enad rörelse, AESA, som tog kontakt med National American Woman Suffrage Association (NAWSA) och blev dess lokalförening med Jacobs som ordförande (hon efterträddes av Carrie McCord Parke 1915). De höll sin första konferens i Selma 1913. Anna Howard Shaw närvarade vid 1915 års konferens. 
AESA arbetade inte för införandet av nationell rösträtt, utan fokuserade på införandet av lokal rösträtt och påverkade manliga lokalpolitiker genom presskampanjer. Kampanjen var inte utan rasistisk grund: AESA verkade inte för rösträtt för svarta kvinnor, utan framhöll att införandet av rösträtt för vita kvinnor skulle öka vita väljares röstandel, med tanke på att svarta män formellt sett redan hade rösträtt (även om det i praktiken ofta hindrades utöva den). Den allmänna åsikten i Sydstaterna var dock att politik var ett för smutsigt och ohederligt arbete för kvinnor att ägna sig åt, och att kvinnor borde stanna hemma och inte utsättas för den rivalitet, de debatter och kohandlande som politik ansågs präglas av.  
Under första världskriget ägnade sig AESA intensivt åt krigsansträngningen med tanken att detta skulle visa män att kvinnor var värd att få rösträtt, en taktik som också hade framgång hos många manliga politiker. Detta fick ändå inte Alabama att rösta ja till en ändring av den nationella konstitutionen, och kampanjen mötte motstånd av Anti-suffragism föreningen Women’s Anti-Ratification League under Marie Bankhead Owen.  
Kvinnor i Alabama (formellt alla kvinnor, men i praktiken vita kvinnor), fick rösträtt genom ändringen av konstitutionen 1920, och AESA upplöstes och uppgick i League of Women Voters. 